# 原岡瓦那大陸
原岡瓦那大陸（Proto-Gondwana）意為「最初的岡瓦那大陸」，是個史前大陸，存在於中元古代到新元古代。原岡瓦那大陸包含岡瓦那大陸的大部分，除了南美洲與剛果克拉通以外的部份。
大約24.8億年前到24.5億年前，Kenorland超大陸分裂，原岡瓦那大陸形成。原岡瓦那大陸包含印度、澳洲、南極洲東部、以及喀拉哈里克拉通。在形成接下來一個超大陸－羅迪尼亞大陸的過程中，許多克拉通與原岡瓦那大陸聚合，例如亞馬遜古陸（現今的南美洲北部）。約在7.5億年前，羅迪尼亞大陸分裂，更多小型大陸與原岡瓦那大陸連接者。在6.5億年前，新的超大陸－潘諾西亞大陸形成，後來的岡瓦那大陸大體上已見原形。潘諾西亞大陸分裂成岡瓦那大陸與原勞亞大陸。在5.6億年前，潘諾西亞大陸分裂後不久，岡瓦那大陸東半部（澳洲與南極洲）分離；約在1000萬年後，這個分離部份重新聚合，形成後來的岡瓦那大陸。
在古生代大部分時間，岡瓦那大陸緩慢地往南極移動。在石炭紀到侏儸紀中期，岡瓦那大陸與勞倫西亞大陸聚合成盤古大陸。盤古大陸分裂成勞亞大陸與岡瓦那大陸。在白堊紀早期，岡瓦那大陸開始分裂，形成今日的南美洲、非洲、印度、南極洲、以及澳洲。